# Voci Off
Voci Off è stata una rivista cinematografica pubblicata a Bologna dall'omonima associazione culturale e diretta da Andrea Romeo, distribuita nelle librerie italiane tra l'aprile del 1995(numero 1) e il giugno del 1999 (numero 19).
Oltre all'edizione cartacea, la rivista era presente anche online, prima su Hynet.it e poi sul portale Clarence.

## Contenuti
Diretta dal giornalista e critico cinematografico Andrea Romeo, la rivista ha esplorato molti dei temi e degli autori del cinema anni '90: l'innovazione del cinema digitale, l'onda pulp, il nuovo fenomeno dei telefilm, Quentin Tarantino, Gregg Araki, Danny Boyle, Takeshi Kitano, Baz Luhrmann, Terry Gilliam, Jean-Pierre Jeunet, Lars von Trier.

## Collaboratori
- Mauro Tinti
- Tommaso Bartalesi
- Roy Menarini
- Andrea Meneghelli
- Francesco Pitassio
- Marco Monsurrò
- Sergio Fant[3]
- Claudio Bisoni
- Rinaldo Censi
- Federica Betti
- Chiara Durazzini
- Antonella Dainelli (anche primo presidente dell'omonima associazione culturale)